# Me Wise Magic
Me Wise Magic (с англ. — «Я Мудрая Магия») — сорок седьмой в общем и второй с альбома Best of — Volume I сингл хард-рок группы Van Halen, выпущенный 22 октября на лейбле Warner Bros..

## О сингле
Стала 13-м номером 1 из Billboard Hot Mainstream Rock Tracks, удерживая позицию № 1 в течение 6 недель осенью 1996 года. Это была первая из двух долгожданных песен, записанных группой с её оригинальным ведущим вокалистом и автором песен Дэвидом Ли Ротом.
После того, как Warner Bros. уведомила Дэвида Ли Рота о грядущем альбоме Van Halen "greatest hits", рот связался с Эдди Ван Халеном и попросил более подробную информацию. Певец и гитарист снова связались, и через две недели Эдди, поняв, что "Humans Being" - единственный новый трек в сборнике, попросил Рота записать две новые песни. Сначала Эдди написал песню для Рота, которая ему не особенно понравилась. В конце концов, проверяя все новые песни вместе с Эдди и продюсером Гленом Баллардом, Рот сузился до перетасовки "Can't Get This Stuff No More" и поп-песни "Me Wise Magic". Поначалу Рот был обеспокоен более мрачным вступлением, но в конце концов песня ему понравилась. Прозвище Эдди для демо было "три лица Шамуса" ("The Three Faces of Shamus"), для его трех разделов с "совершенно разными вибрациями".
Рот отказался от эскизных текстов Балларда и написал свои собственные, а также отверг предложение обратиться за помощью к автору песен Десмонду Чайлду. В июне 1996 года Рот прибыл в студию 5150 вместе с Эдди, но гитарист не предупредил участников группы Майкла Энтони и Алекса Ван Халена о возвращении певца. Гитара Эдди, играющая на этой песне, имеет громкую полосу, которая поднимает и опускает аккорды, сохраняя их в гармонии. Этот эффект был достигнут путем записи с помощью модифицированной сигнатурной модели Peavey Wolfgang, оснащенной системой "Транстрем тремоло".
Текст песни "Me Wise Magic", написанный Дэвидом Ли Ротом, был основан на первоначальном наборе текстов продюсера песни Глена Балларда, который Рот настоял на переписывании в соответствии со своим собственным уникальным стилем. Написанная от первого лица, "Me Wise Magic" представляет собой серию вопросов и утверждений о самосознании, религиозных верованиях и суевериях, чередующихся между точками зрения Бога и человека.
Промо-диск "Me Wise Magic" был распространен на радиостанциях до выхода альбома Best of — Volume I. Его обложка содержит стилизованное изображение Будды, отражающее текст песни (в частности, часть " A Buddhist riff for your inner ear." (буддийский рифф для внутреннего уха)). "Me Wise Magic" стала мгновенным радиохитом третьим их хитом № 1 с Ротом - и двенадцатым из рекордных 14 Billboard #1 в 1980-х и 1990-х гг. Отзывы также были положительными.
Возвращение Рота в Ван Хален попало в заголовки СМИ, а MTV зашло так далеко, что сыграло праздничную рекламу "добро пожаловать обратно" для харизматичного Рота. Через несколько недель после того, как выступление на MTV Video Music Awards 1996 года вызвало сенсацию в обществе и средствах массовой информации, Van Halen расстался - во второй раз с Ротом.
Запланированный клип на песню "Me Wise Magic" так и не был снят. Первое предложение — концептуальное видео с темой вуду, было отвергнуто Ротом, который также отверг видео с выступлением, где он будет находиться на большом экране позади трех других участников. Однако вместо видео MTV создало монтаж клипов Van Halen и Рота, установленных на песню, которую они запустили с помощью специального телевизионного шоу Van Halen TV special.

## Список композиций
CD Германия, Япония
| №  | Название                 | Длительность |
| -- | ------------------------ | ------------ |
| 1. | «Me Wise Magic» (edit)   | 4:13         |
| 2. | «Me Wise Magic»          | 6:05         |
| 3. | «Why Can't This Be Love» | 3:45         |

## Участники записи
- Алекс Ван Хален — ударные
- Эдди Ван Хален — электрогитара, бэк-вокал
- Майкл Энтони — бас-гитара, бэк-вокал
- Дэвид Ли Рот — вокал